# پغنه
پَغنه (به فارسی تاجیکی: Пағна) یک روستا در بخش روستایی وُرو در ناحیه پنجکنت تاجیکستان است. از پغنه تا مرکز شهر ۴۷ کیلومتر راه است. جمعیت آن ۲۴۷ نفر (۲۰۱۷) است.